# کفشک راه‌راه
کفشک راه‌راه (نام علمی: Soleichthys heterorhinos) نام یک گونه از تیره کفشک‌ماهیان اصلی است.